# Marsupella pseudofunckii
Marsupella pseudofunckii là một loài Rêu trong họ Gymnomitriaceae. Loài này được S. Hatt. mô tả khoa học đầu tiên năm 1950.